# St.-Anna-Orden (Bayern)

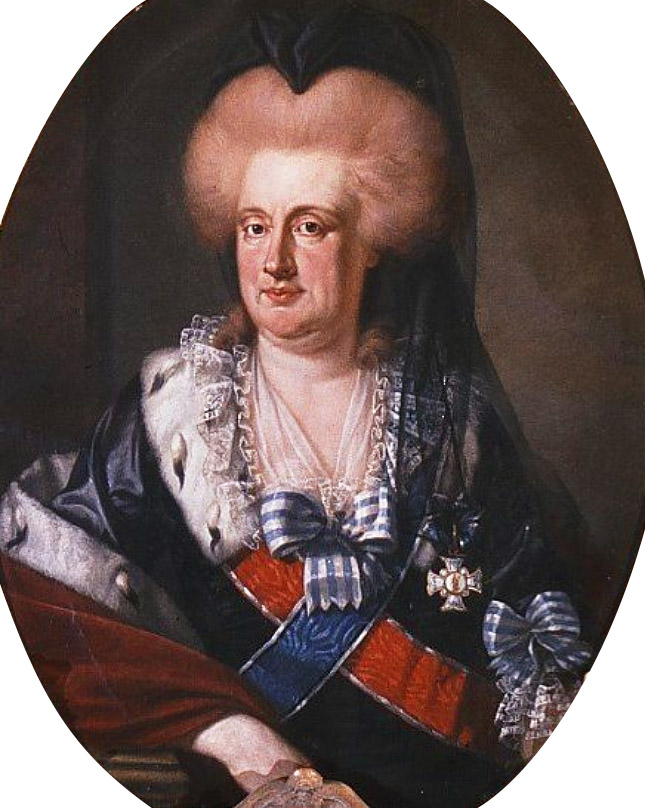
Die Stifterin Kurfürstin Maria Anna Sophie mit Ordenszeichen an der Schleife und Ordensschärpe, darunter das rote Band des Katharinenordens

Der Sankt-Anna-Orden wurde am 19. September 1783 von Maria Anna von Sachsen, der Witwe des verstorbenen Kurfürsten Maximilian III. Joseph von Bayern, für unverheiratete adlige Katholikinnen des Kurfürstentums Bayern gestiftet. Als Dotation erhielt der Orden das zuvor aufgehobene Kloster Osterhofen. Zum Damenstift wurde das ehemalige Salesianerinnenkloster in München bestimmt. Um in den Orden aufgenommen zu werden, mussten die Bewerberinnen mindestens fünfzehn Jahre alt sein und sechzehn adelige Ahnen nachweisen können.
1802 schaffte Maximilian IV. Joseph gemeinsame Wohnung und Emolumente ab, so dass das Damenstift faktisch säkularisiert und der Orden zu einem reinen Damenorden zur Versorgung adliger Mädchen und Frauen wurde, ähnlich dem später gestifteten Theresienorden. Die bestehenden zehn Präbenden wurden auf je 1000 Gulden festgesetzt und acht weitere zu je 500 Gulden geschaffen, darunter sechs für Töchter nichtadeliger Offiziere und Beamte. Für die übrigen Damen wurde die Zahl der nachzuweisenden Ahnen auf acht reduziert.
1803 wurde dem Orden auch das Damenstift Würzburg übertragen und daraus vier Präbenden I. Klasse für Adlige zu 800 und acht Präbenden II. Klasse zu 400 Gulden für Töchter von Beamten im säkularisierten Fürstentum Würzburg geschaffen. Ab dem 28. November 1808 konnten auch evangelische Damen, ab 1841 auch Ausländerinnen aufgenommen werden.
1825 wurde die Höhe der Präbenden auf 800 bzw. 400 Gulden und das Eintrittsalter auf zwölf Jahre gesenkt. Später wurde die Damenzahl auf 25 (Präbenden I. Klasse) und 42 (Präbenden II. Klasse) erhöht.
1874 zählte der Orden 420 Stiftsdamen, davon 50 in Würzburg und 248 Ehrendamen ohne Präbende.

## Ordensdekoration
Die Ordensdekoration besteht aus einem kreisförmig gerundeten, goldgeränderten Kreuz mit nach außen sich verbreiternden Armen. Die Kreuzarme sind weiß emailliert mit einem dunkelblau emaillierten Rand, zwischen ihnen sind halbkreisförmig goldgeränderte Ansätze angebracht.
Das Avers zeigt ein weiß emailliertes und goldeingefaßtes Medaillon mit der goldenen Figur der Immaculata und auf den Kreuzarmen von oben nach links die Worte SUB TUUM PRÆSI:DIUM (Unter deinen Schutz und Schirm), das Revers die goldene Figur des Heiligen Benno von Meißen und die Inschrift NOS:TER PATRO:NUS (Unser Schutzpatron). 
Getragen wurde das Kreuz an einer Doppelschleife mit einem himmelblauen Band mit silbernen Seiten- und hellgelben Randstreifen. Bei feierlichen Anlässen wurde ein Band in gleicher Farbe als Schärpe von der linken Schulter zur rechten Hüfte getragen.
Die Würzburger Stiftsdamen trugen eine abgewandelte Version mit rotem Rand und der Inschrift IN IHREN EDLEN TÖCHTERN an einem roten Band. Die Rückseite zeigte das Wappen der Familie von Dernbach.
Für die Stiftsdamen gehörte eine mit Spitzen besetzte schwarze Ordenskleidung (Kleid) dazu.

## Äbtissinnen
Zur Obersten Vorsteherin und Äbtissin ernannte der Kurfürst, später König, unverheiratete oder verwitwete Prinzessinnen aus dem Haus Wittelsbach, die das Amt bis zu ihrer Verheiratung oder ihrem Tod ausübten. Nach dem Tod der Stifterin waren dies:
- 1798–1831 Maria Amalie von Sachsen
- 1831–1833 Mathilde Karoline von Bayern
- 1833–1842 Adelgunde Auguste von Bayern
- 1842–1875 Alexandra Amalie von Bayern
- 1875–1918 Therese von Bayern

## Mitglieder (Auswahl)
- Anna Freifrau von Hornstein (Ehrenstiftsdame) († 16. Februar 1835)
- Katharina von Predl (1790–1871), deutsche Malerin